# Euselasia catoleuce
Euselasia catoleuce is een vlindersoort uit de familie van de prachtvlinders (Riodinidae), onderfamilie Euselasiinae.
Euselasia catoleuce werd in 1823 beschreven door Hübner.